# Albert-Schweitzer-Kirche (Tübingen)

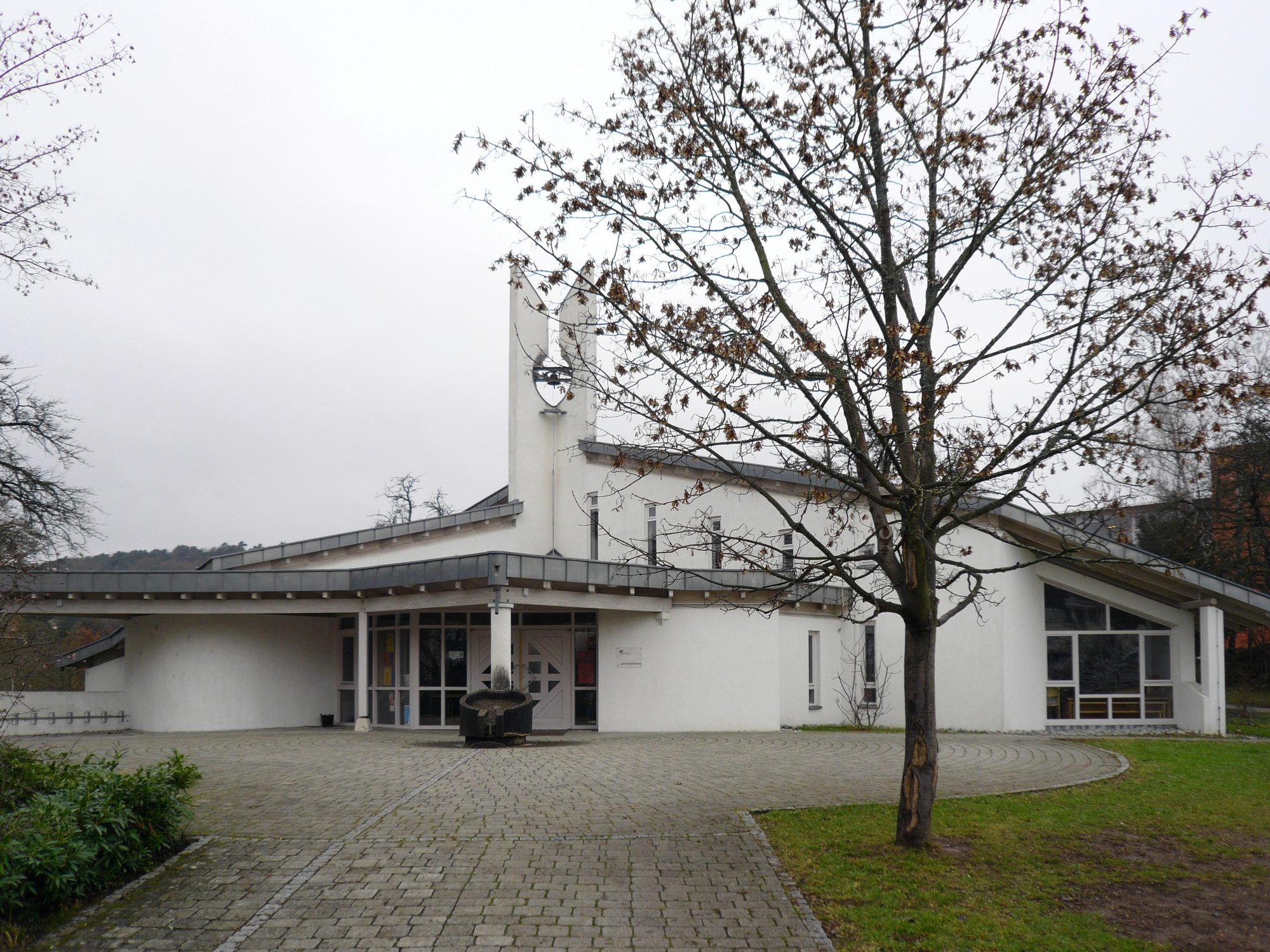
Albert-Schweitzer-Kirche

Die Albert-Schweitzer-Kirche in Tübingen liegt Beim Herbstenhof 23 auf der Wanne. Sie ist nach dem Theologen, Musikwissenschaftler und Arzt Albert Schweitzer benannt.

## Architektur
Die Kirche wurde von dem Architekten Karl-Heinz Angst geplant. Sie wurde Mitte der 1980er-Jahre als Mauerwerks- und Stahlbetonbau errichtet, der innen und außen mit weißem Putz versehen ist. Die Dachkonstruktion besteht aus innen sichtbar gelassenen Holzfachwerkbindern und Holzdecken. Die geneigten Dächer sind mit Titanzinkblech gedeckt.
Der Turm der Kirche steht auf dem höchsten Punkt des Grundstücks. Die Konstruktionsachsen des Gebäudes verlaufen direkt von Süd nach Nord und von Ost nach West. An ihrem Kreuzungspunkt erhebt sich der Turm mit der Glocke. Die Diagonalachsen des Gebäudes haben ebenfalls eine wichtige Bedeutung. Die südöstliche betont den Eingang, die nordöstliche die Lage des Altars, die nordwestliche die Albert-Schweitzer-Mosaiken und die südwestliche das Dreiecksfenster im Clubraum.

## Künstlerische Ausgestaltung
Die farbigen Glasfenster im Gottesdienstraum und im Clubraum stammen von Karin Auberlen: im Gottesdienstraum 1986 das Aquarell-Gemälde (Streuobstwiese) als Ausgangsmotiv für das Glasmalerei-Hauptfenster (Ehrfurcht vor dem Leben: segnende Hand Gottes – empfangende Menschenhand), 1988 im Clubraum das Dreieckfenster (Pelikan: Gegensätzlichkeit von Leben achten und Leben opfern für anderes Leben) und 1993 die Nordwand-Fenster (Friedensbund Gottes mit Noah; guter Hirte). Uli Gleis gestaltete die gebogene Wand im Gemeindesaal mit einem Mosaik aus Albert-Schweitzer-Bildern und Texten. Als Clou des Architekten gibt es im Gemeindesaal eine von ihm „Ökumenischer Fensterblick“ genannte Stelle, von der aus über dem Altarkreuz das Kreuz der katholischen Kirche St. Paulus sichtbar wird. Sie ist auf dem Boden mit einer andersfarbigen Fliese gekennzeichnet.

## Orgel
Die Orgel der Albert-Schweitzer-Kirche wurde 1987/88 von der Orgelbauwerkstatt Richard Rensch in Lauffen am Neckar erbaut und am 6. März 1988 eingeweiht. Im Februar 2009 wurde die Orgel überholt. Ursprünglich besaß sie eine Temperierung nach Kirnberger III, die 2009 auf Janke III geändert wurde.
Die Orgel umfasst drei Manuale und Pedal, wobei das I. Manual ein Koppelmanual ist und nur das II. und III. Manual mit spielbaren Stimmen hinterlegt sind. Daneben gibt es noch „Farbregister“, die von den Manualen II. und III. aus spielbar sind.
Disposition:
| II. Manual    |    |  |
| Principal     | 8′ |  |
| Octave        | 4′ |  |
| Octave        | 2′ |  |
| Mixtur III–IV |    |  |

| III. Manual |    |  |
| Gedeckt     | 8′ |  |
| Blockflöte  | 4′ |  |
| Flöte       | 2′ |  |

| Farbregister (entweder II oder III) |        |  |
| Spitzflöte                          | 8′     |  |
| Rohrflöte                           | 4′     |  |
| Nasat                               | 2 ⁄3′  |  |
| Terz                                | 1 3⁄5′ |  |
| Larigot                             | 1 ⁄3′  |  |
| Trompete                            | 8′     |  |

| Pedal   |     |  |
| Subbaß  | 16′ |  |
| Flötbaß | 8′  |  |
| Tenor   | 4′  |  |

- Kanaltremulant
- Koppeln:
  - Koppelmanual: I (anstelle einer Manualkoppel)
  - Normalkoppeln: II/P, III/P